# 27740 Obatomoyuki
27740 Obatomoyuki (1990 UC1) là một tiểu hành tinh vành đai chính được phát hiện ngày 20 tháng 10 năm 1990 bởi T. Seki ở Geisei.